# مرفق إنتاج والنظائر المشعة
مرفق إنتاج النظائر المشعة (RPF) ، هو مرفق لإنتاج النظائر المشعة من تشعيع اليورانيوم المنخفض التخصيب (LEU) في مفاعل ETRR-2 . تم توفير (RPF) من قبل الشركة الأرجنتينية انفيستيجشن ابليكادا  وتم تشغيلها خلال شهري أكتوبر ونوفمبر 2011. تستخدم النظائر المشعة المنتجة في أنشطة الطب والصناعة والبحث للسوق المحلية. 
وتمتلك وتدير المرفق هيئة الطاقة الذرية المصرية (AEA)  في مركز البحوث النووية في انشاص ، على بعد 60 كم شمال شرق القاهرة.  